# Рейс'ярві
Рейс'ярві (фін. Reisjärvi) — громада в провінції Північна Остроботнія, Фінляндія. Загальна площа території — 503,17 км, з яких 28,81 км² — вода. Дуже цікавою природною пам'яткою території громади Рейс'ярві є одне з найпівнічніших у Фінляндії середовищ існування дикоростучої липи серцеподібної (Tilia cordata), 63 ° 38 'пн (слідом за достовірно підтвердженими найпівнічнішими природними середовищами існування в громаді Сонкаярві в околицях озера Кангаслампі, 63 ° 45 'пн і неподалік пагорба Салмісенмякі, 63 ° 43' 42 "пн.ш.). На мисі Кокконіемі, що вдається в озеро Піткяярві, у змішаному лісі ростуть сім старих високостовбурних лип. Їхнє місце знаходження — в приватному володінні, але воно є гаєм національного значення, взятим під охорону держави з 13 квітня 1989.     
У 2014 ліцей Рес'ярві увійшов до трійки кращих ліцеїв країни . 

## Демографія
На 31 січня 2011 в громаді Рейс'ярві проживало 2980 осіб: 1545 чоловіків та 1435 жінок.
Фінська мова є рідною для 99,66% жителів, шведська — для 0,07%. Інші мови є рідними для 0,27% жителів громади. 
Віковий склад населення: 
- до 14 років — 19,63%
- від 15 до 64 років — 59,97%
- від 65 років — 20,17%

Зміна чисельності населення за роками:  
| Рік  | Чисельність |
| ---- | ----------- |
| 1980 | 3637        |
| 1990 | 3613        |
| 2000 | 3274        |
| 2010 | 2973        |
| 2011 | 2980        |